# Kensington Oval
Kensington Oval là một sân vận động nằm ở phía tây của Bridgetown, Barbados. Đây là cơ sở thể thao hiện đại nhất của Barbados. Sân được sử dụng chủ yếu cho các trận đấu cricket. Sân đã tổ chức nhiều trận đấu cricket quan trọng giữa các đội địa phương, các đội trong khu vực và quốc tế trong suốt hơn 120 năm lịch sử của sân vận động.